# Futurama: Bender's Big Score
Futurama: Bender's Big Score é um filme baseado na série de animação Futurama. Lançado diretamente em DVD nos Estados Unidos em 27 de novembro de 2007, comprime, juntamente com outros três filmes, parte da quinta temporada da série. Separado em quatro episódios, foi exibido pelo Comedy Central a partir de 23 de março de 2008. O roteiro é de Ken Keeler, baseado em uma história dele e de David X. Cohen, dirigida por Dwayne Carey-Hill.
Entre as participações especiais estão Coolio como Kwanzaa-bot, Al Gore como si mesmo, Mark Hamill como Chanukah Zombie, Tom Kenny com Yancy (irmão mais velho de Fry) e Sarah Silverman como Michelle (ex-namorada de Fry).

## Sinopse
Dois anos atrás, os executivos da Box Network cancelaram o contrato da Planeta Express. Esses executivos foram demitidos, então Planet Express está de volta "ao ar". Eles dão uma festa para comemorar, durante o qual Hermes é decapitado e seu corpo esmagado durante um jogo de limbo, levando LaBarbara a deixá-lo. Sua cabeça é colocada em um frasco, enquanto seu corpo é reparado. O homem que realiza o procedimento, Lars, começa a gostar de Leela. Leela retribui, para grande aborrecimento de Fry.
Durante uma entrega em um planeta e praia de nudismo, Bender descobre uma tatuagem de si mesmo nas nádegas de Fry. Um trio de alienígenas scammer enganam a tripulação para assinar petições e fornecer os seus endereços de email. Quando a equipe retorna para a Terra, os scammers começam a enviar spam para eles. Depois de responder, Bender é infectado com um vírus de obediência e Professor Farnsworth é enganado e perde os direitos de seu negócio. Por um processo conhecido como "sprunging," os golpistas detectam a tatuagem Fry, que contém o código para o paradoxo de correção de viagem no tempo. Nibbler se revela e explica que o uso do código poderia destruir o universo, mas os golpistas o ignoram.
Desde que o código só permite viagens ao passado, os scammers usam Bender para roubar objetos valiosos do passado da Terra e passar o tempo em uma caverna embaixo do Planet Express. Hermes pede a Bender para obter uma versão anterior de seu corpo, a fim de salvar seu casamento. O professor descobre que duplicatas criadas através de viagens no tempo paradoxos, incluindo novo corpo de Hermes, estão condenados. Enquanto isso, Leela e Lars com seu namoro deprimem Fry.
Após Bender roubar todos os tesouros da história, os scammers decidem destruir o código de tempo, apagando-o da memória de Bender e matando Fry. Fry usa o código para escapar até 1 de janeiro de 2000, o dia em que ele foi congelado. Bender é enviado para matá-lo, chega no laboratório de criogenia e cria uma duplicata de si mesmo quando ele precisa usar o banheiro. Outra duplicata aparece e diz que é de "perto do fim". Ele abre o tubo que o Fry é congelado e coloca uma tatuagem com o código de viagem no tempo na sua bunda. A segunda via, não querendo matar Fry, luta contra seu programação, iniciando uma sequência de auto-destruição. Fry empurra a duplicata de Bender em um tubo criogênico e define-a para 1.000.000 anos. O Bender original, passa os próximos 12 anos a caçar Fry , em seguida, destrói apartamento de Fry quando Fry entra nele.
Bender relata o seu sucesso, e os golpistas apagam o código de tempo e o vírus de obediência. Durante um memorial em sua homenagem, Fry mostra-se. Ele explica que ele criou uma cópia de si mesmo, o seu duplicata confrontou o Bender e permaneceu no passado, enquanto ele caiu acidentalmente em sua própria câmara criogênica. Quando Fry (mais o Fry que já foi congelado) acordou no tubo de 1.000 anos depois, o Fry presente congelou-se até o ano atual. Flashbacks mostram o Fry duplicado que permanece no século 21, passando os 12 anos antes do ataque de Bender trabalhando em um aquário, a cuidar de uma narval órfão chamada Leelu.
Nibbler destrói a tatuagem de código de tempo para impedir os golpistas de de usar ela. Todo mundo vive em pobreza graças aos golpistas, enquanto Leela e Lars decidem se casar. Uma reação em cadeia no casamento leva a Hermes novamente ser decapitado e seu corpo ser esmagado por um lustre. Quando Farnsworth explica que o corpo duplicado Hermes foi condenado, Lars fica agitado e cancela o casamento.
Os scammers enganam o presidente Richard Nixon que vende a Terra para eles, e todos saem do planeta. Para reclamar a Terra, a população monta uma frota em Netuno com a ajuda do robô Noel, Kwanzaabot, eo Zombie Hanucá. Com seu cérebro burocrático conectado ao computador de batalha, Hermes leva a Terra para a vitória sobre a frota dos scammers 'depois de tanto Leela e Zapp falharem, e ganha de volta sua esposa. Os scammers ameaçam a tripulação com um dispositivo do juízo final Bender roubou a arma deles antes, mas não percebem que já havia roubado Bender pega o dispositivo de volta para si mesmo. Leela aciona o dispositivo na nave os golpistas ", destruindo-os. Todos retornam à Terra para celebrar o Ano Novo. Bender é elogiado por seus atos e Hermes é devolvido ao seu corpo original.
Depois de não conseguir convencer o coração partido de Leela, Fry decide fazer o que ele sente que é o melhor para ela e arranja uma reunião com Lars no laboratório criogênico. Tendo sobrevivido à explosão do juízo final, Nudar, o scammer cria uma emboscada para eles. Nudar afirma que o código de viagem no tempo ainda existe em Lars. Lars usa um truque para aproximar Nudar para a câmara criogênica com a duplicata de Bender em modo de auto-destruição e prende Nudar contra a duplicata de Bender, que explode, matando os três. A explosão mostra fora uma peça de roupa de Lars, revelando a tatuagem do código de tempo. Um flashback revela que Lars era realmente uma duplicata de Fry que viajou no tempo depois de lançar Leelu para a vida selvagem do Ártico, ele voltou para o seu apartamento e sobreviveu aos ataques de Bender em 2012, o fogo e a fumaça mudaram sua aparência e voz. Percebendo que ele era Lars, a duplicata de Fry congelou-se para voltar ao futuro e ficar com Leela. Após aprender que duplicatas de viagens temporais estavam condenadas, ele cancelou o casamento para poupar Leela da dor de sua morte inevitável. Leela perdoa "Lars" e beija Fry.
Bender remove tatuagem de Lars e viaja para o passado para colocá-lo em Fry enquanto ele originalmente foi congelado em ordem para os eventos que aconteceu fazer "qualquer sentido em tudo." Bender, então, atende a muitas das suas duplicatas de suas séries de roubar e convida-os a sair com ele de uma vez, em vez de quando eles iam para dar seus artefatos para os golpistas. Com medo das consequências paradoxais, Nibbler convida todos a evacuar o universo antes de engolir a mesmo. As duplicatas de Bender explodem e causam um rasgo no tecido do espaço. 